# Linia kolejowa nr 116
Linia kolejowa nr 116 – niezelektryfikowana, jednotorowa, szerokotorowa linia kolejowa znaczenia miejscowego przebiegająca od przejścia granicznego w Werchracie do stacji towarowej Kaplisze.
W okresie Polskiej Rzeczypospolitej Ludowej linia o znaczeniu militarnym. Wybudowana do obsługi Stałego Rejonu Przeładunkowego Werchrata (Rejon W). Obecnie linia towarowa wykorzystywana sporadycznie jako zapasowa w przypadku przeciążenia punktów przeładunkowych w Żurawicy i w Medyce.
Punkt przeładunkowy na linii znajduje się na stacji Werchrata.